# Wels (Gemeinde Friesach)
Wels ist eine Ortschaft in der Gemeinde Friesach im Bezirk Sankt Veit an der Glan in Kärnten (Österreich). Die Ortschaft hat 5 Einwohner (Stand 1. Jänner 2024). Sie liegt auf dem Gebiet der Katastralgemeinde St. Salvator.

## Lage
Die Ortschaft liegt am Übergang vom Metnitztal zu den Metnitzer Alpen, etwa einen Kilometer nördlich des Dorfs St. Salvator.
Obwohl die Ortschaft in den amtlichen Ortsverzeichnissen als Einzelsiedlung ausgewiesen ist, besteht sie seit jeher aus zwei, etwa 300 m voneinander entfernten, Gehöften: dem Hof Welser (Haus Nr. 1) und dem Hof Mar/Mayer (Nr. 2).

## Geschichte
Der Ortsname leitet sich wohl vom slowenischen Volovica ab, was Ochsengegend bedeutet.
In der ersten Hälfte des 19. Jahrhunderts gehörte der auf dem Gebiet der Steuergemeinde St. Salvator liegende Ort zum Steuerbezirk Dürnstein. Bei Gründung der Ortsgemeinden im Zuge der Reformen Mitte des 19. Jahrhunderts kam Wels an die Gemeinde St. Salvator. Per 1. Jänner 1973 wurde das Gebiet der aufgelösten Gemeinde Wels an die Gemeinde Friesach angeschlossen; seither gehört Wels zur Gemeinde Friesach.

## Bevölkerungsentwicklung
Für die Ortschaft zählte man folgende Einwohnerzahlen:
- 1869: 2 Häuser, 24 Einwohner[3]
- 1880: 2 Häuser, 28 Einwohner[4]
- 1890: 2 Häuser, 20 Einwohner[5]
- 1900: 2 Häuser, 21 Einwohner[6]
- 1910: 2 Häuser, 24 Einwohner[7]
- 1923: 2 Häuser, 22 Einwohner[8]
- 1934: 16 Einwohner[9]
- 1961: 2 Häuser, 12 Einwohner[10]
- 2001: 2 Gebäude (davon 2 mit Hauptwohnsitz) mit 3 Wohnungen; 9 Einwohner und 0 Nebenwohnsitzfälle; 3 Haushalte; 0 Arbeitsstätten, 2 land- und forstwirtschaftliche Betriebe[11]
- 2011: 2 Gebäude, 9 Einwohner, 3 Haushalte, 0 Arbeitsstätten[12]
- 2021: 2 Gebäude, 5 Einwohner, 3 Haushalte, 2 Arbeitsstätten[13]